# 保罗·科尔
保罗·科尔（英語：Paul Coll，1992年5月9日—），新西兰男子壁球运动员。他曾代表新西兰参加2014年、2018年和2022年英联邦运动会壁球比赛，获得二枚金牌、一枚银牌和一枚铜牌。